# Vicky R
Vicky R nom de scène de Victoria Rousselot Azizet Désirée, née le 19 août 1996 à Libreville au Gabon, est une rappeuse et chanteuse gabonaise active en France qui fait aussi dans la production musicale. En 2013, elle se fait connaitre du public avec la sortie de son single « Leggo », produit par Owoninho et réalisé avec la collaboration avec Pitt Platinium. Le 16 mars 2017 Trace Tv la présente comme la productrice de son et rappeuse gabonaise qui est prête à chambouler le rap game.
Entre 2018 et 2019, Vicky R participe à différentes scènes de découverte de nouveaux talents à Paris et se fait remarquer sur les réseaux sociaux par ses différents freestyles, dont celui au Planet Rap de Chilla sur Skyrock à l’occasion de la sortie de son album. Elle y interprète son titre « Shooter », un inédit.
En octobre 2019, elle fait son apparition sur la mixtape La Relève par Deezer, une compilation regroupant les espoirs et les futures têtes d’affiche du rap francophone et signe chez Believe Digital.

## Biographie
Née le 19 août 1996 à Libreville au Gabon, Vicky R commence ses études à Libreville et quitte le Gabon pour aller s'installer en France avec sa famille en 2008. Edan Ngomo, cousin de Vicky, l’emmène dans un studio d'enregistrement pour la première fois en 2008. C'est ainsi qu'elle se lance dans l'univers de la composition musicale, un milieu peu féminin. Elle apprend les bases du beatmaking[pas clair] et commence une carrière musicale à 12 ans. En 2013, après avoir effectué plusieurs freestyles, elle fait la rencontre de Owoninho futur producteur du titre « Leggo ». Cette même année, elle poursuit sa carrière avec les titres tels que « T’es pas fait pour » qui fut en cette période le premier clip de sa carrière et « Sabado » en collaboration avec J-Rio'.
All Over The World (AOTW) est le nom de sa première mixtape qui sort en 2014. Dans cette mixtape de 8 titres, on trouve plusieurs titres dont « Leggo », et « Let’s kick it ». Ce projet sort sous le label Hit Me up Music de Owoninho tout en collaboration avec le studio We Up Grade. Durant cette année les labels Hit Me Up Music d’Owoninho et High Définition de NIX fusionne pour donner naissance à The Node Music qui devient la nouvelle maison de production de la rappeuse.

## Albums
- 2014: All Over The World (Mixtape)
- 2020: V

### Quelques singles
- 2013 : Leggo
- 2013 : T’es pas fait pour
- 2013 : Sabado feat J-rio
- 2015 : It's ova feat Magasco
- 2015 : Ça te fait mal où ? feat J-rio et Ng Bling
- 2016 : Je reviens bientôt
- 2016 : La base
- 2016 : Easy
- 2017 : Plan B
- 2017 : Plan B remix feat J-rio et Zyon Stylei
- 2018 : God bless me
- 2019 : Horama
- 2019 : Comme Personne
- 2019 : Shooter
- 2019 : Merci
- 2020 : BB
- 2020 : Bleu Bombay

### Quelques collaborations
- 2013 : Sabado avec J-rio
- 2014 : Je flippe avec Dark Haze
- 2015 : It's ova avec Magasco
- 2015 : Ça te fait mal où ? avec J-rio et Ng Bling
- 2017 : Plan B remix avec J-rio et Zyon Stylei